# Imi N'Tlit
Imi N Tlit (franska: Imi N Tlit (CR), Imi N Tlit (Commune Rurale), arabiska: امكراد) är en kommun i Marocko.   Den ligger i provinsen Essaouira och regionen Marrakech-Safi, i den centrala delen av landet, 400 km sydväst om huvudstaden Rabat. Antalet invånare är 8 201.